# Jigme Lingpa
Jigmé Lingpa (tibétain : འཇིགས་མེད་གླིང་པ་, Wylie : ʼJigs-med gling-pa), né en 1729 ou 1730 et mort en 1798, fut un des plus importants tertöns du Tibet. Il découvrit et propagea le Longchen Nyingthik, les enseignements d'Essence de Cœur de Longchenpa, de qui, selon la tradition, il reçut une vision dans laquelle les enseignements lui furent révélés. Le Longchen Nyingthik est devenu finalement le cycle le plus célèbre et largement exercé des enseignements Dzogchen. Jigmé Lingpa a écrit aussi un traité sur l'usage spirituel de cristaux et de gemmes d'importance majeure. 
Préfigurant la création par Jamgon Kongtrul Lodrö Thayé des Cinq Collections, Jigmé Lingpa a publié et promu des textes nyingma qui étaient devenus rares, commençant avec les "Nyingma tantras", contenus dans la collection de manuscrits du monastère de Mindroling. Il a écrit aussi une histoire en neuf volumes du Vajrayāna nyingmapa. 
Précurseur majeur du mouvement Rimé, Jigmé Lingpa a eu de nombreux disciples dans les quatre lignées du bouddhisme tibétain. Le premier Dodrupchen Rinpoché, Jigmé Trinlé Özer, est devenu le principal détenteur de sa lignée. Parmi ceux tenus par la tradition pour être les réincarnations de Jigmé Lingpa, on trouve Do Khyentsé Yéshé Dorjé (émanation de son esprit), Patrül Rinpoché (émanation de sa parole) et Jamyang Khyentsé Wangpo (émanation de son corps). 

### Œuvres
- Lotsawa House - Traduction de plusieurs textes de Jigmé Lingpa.
- Chant de festin

### Études
- Tulku Thondup, Maîtres de la Grande Perfection, Le Courrier du Livre, 2000, pages 143-161
- Sam van Schaik, Approaching the Great Perfection: Simultaneous and Gradual Methods of Dzogchen Practice in the Longchen Nyingtig, Wisdom Publications, Boston 2004,  (ISBN 0-86171-370-2)
- Janet Gyatso (1988). Apparitions of the Self, the Secret Autobiographies of a Tibetan Visionary. New Jersey: Princeton University Press.